# Bayview (Teksas)
Bayview je gradić u američkoj saveznoj državi Teksas. Prema popisu stanovništva iz 2010. u njemu je živjelo 383 stanovnika.